# Antonello Petrucci
Antonello Petrucci, conosciuto anche come Antonello d'Aversa (Teano, ... – Napoli, 1487), è stato un barone del Regno di Napoli.

## Biografia
Nato a Teano da un'umile famiglia contadina (secondo Tristano Caracciolo), di preciso nella frazione Scibbi (nei pressi dell'attuale Tranzi), fin da giovane mostrò una vivace intelligenza, tanto che Giovanni Ammirato notaio di Aversa (di qui l'appellativo di Antonello d'Aversa) lo avviò alla carriera notarile.
L'abilità con cui mostrò di destreggiarsi nella giurisprudenza lo rese piuttosto noto, tanto da entrare nella cancelleria reale, la "scrivania regia" di Alfonso V d'Aragona, intorno alla metà del secolo. Dopo aver ricoperto molte alte cariche, divenne segretario di re Ferrante I, che gli conferì il titolo di barone ed altri privilegi feudali. Desideroso di approfondire i propri legami con la nobiltà del regno, fece sposare suo figlio Giovanni Antonio a Sveva Sanseverino, finché non rimase coinvolto nella cosiddetta congiura dei baroni nel 1485.
Scoperto ed arrestato, Antonello Petrucci venne giustiziato a Napoli, sei mesi dopo i suoi figli, in Castel nuovo l’11 maggio del 1486, per decapitazione con uno strumento simile alla ghigliottina, il suo corpo sepolto nella sua cappella nella chiesa di San Domenico adiacente alla sua abitazione, ed il suo villaggio dato alle fiamme, per volere di Ferrante I.

## Discendenza
Antonello Petrucci sposò la nobildonna Elisabetta Vassallo. Da questo matrimonio nacquero:
- Francesco Petrucci, conte di Carinola, giustiziato in seguito alla congiura.
- Giovanni Antonio Petrucci, conte di Policastro, segretario regio della corte di Napoli e accademico pontaniano, giustiziato in seguito alla congiura.
- Giovanni Battista Petrucci, arcivescovo di Taranto, vescovo di Madito, amministratore apostolico di Teramo, vescovo di Caserta.
- Tommaso Anello Petrucci, priore di Capua e protonotario apostolico.
- Severo Petrucci (o Silverio), vescovo di Muro.
- Giacomo Petrucci, filosofo e vescovo di Larino.

Due figlie furono date in spose ed esponenti dell'aristocrazia napoletana.